# Falkenstein (Palatinat)
Pour les articles homonymes, voir Falkenstein.
Falkenstein est une municipalité allemande située dans le land de Rhénanie-Palatinat et l'arrondissement du Mont-Tonnerre. Le bourg est dominé par les ruines du château de Falkenstein.

## Personnalités liées à la ville
- Cunon II de Falkenstein (1320-1388), archevêque né au château de Falkenstein